# Wonder Fang
Singles de Faylan
God Fate
(2013) Blue Blaze
(2013)
Wonder Fang est le 18e single de Faylan sorti sous le label Lantis le 24 juillet 2013 au Japon. Il arrive 94e à l'Oricon et reste classé 2 semaines.
Wonder Fang a été utilisé comme thème d'ouverture de la saison 2 de l'anime Hakkenden: Toho Hakken Ibun. Wonder Fang et Blue sanction se trouvent sur l'album -Zero Hearts-.

## Liste des titres
Toutes les paroles sont écrites par Faylan.
| 1. | Wonder Fang               | 3:40 |
| 2. | Blue sanction             | 4:17 |
| 3. | Wonder Fang (Off Vocal)   | 3:40 |
| 4. | Blue sanction (off vocal) | 4:17 |